# Tochka K
tochka K (альтерантивні написання .K або kropka K) — білоруський гурт із Городні, проєкт Євгена Кучмейна. 

## Нагороди та номінації

### «Герої року» (представлені«Тузін Гітоў»)
| Рік  | Номіновано | Нагорода       | Результат |
| ---- | ---------- | -------------- | --------- |
| 2014 | .K         | Відкриття року | Номінація |

## Учасники
- .К (Евгений Кучмейно) — вокал, гітара
- .В (Игорь Волгин) — ударні
- .Г (Артем Гермонович) — гітара

## Дискографія
- 2011 — оК
- 2014 — Унісон
- 2016 — Dobrazol
- 2019 — Ау